# 大榆树镇 (北京市)
大榆树镇是中国北京市延庆县下辖的一个镇，县境西南部。

## 行政区划
大榆树镇下辖25个村委会：姜家台、陈家营、杨户庄、阜高营、奚官营、上辛庄、下辛庄、宗家营、大榆树、高庙屯、刘家堡、南红门、北红门、东桑园、大泥河、小泥河、小张家口、下屯、东杏园、西杏园、岳家营、簸箕营、新宝庄、程家营、军营。